# Венгерские походы в Юго-Западную Русь
Венгерские походы в Юго-Западную Русь — военные экспедиции венгров на протяжении полутысячелетия (898—1377) восточнее Карпат. Первая из них произошла ещё на этапе переселения венгров из южнорусских степей на Среднедунайскую равнину и описана в позднем источнике. Последняя — поход венгерского и польского короля Людовика I на Волынь против литовцев в ходе войны за галицко-волынское наследство.
Основная часть походов относилась к периодам борьбы за власть между русскими князьями на западе Руси, когда венгры вмешивались в борьбу в качестве союзников одной из противоборствующих сторон, а затем (в период 1187—1232 годов) пытались включить Галицкое княжество в собственные владения, отдавая его одному из сыновей короля. Венгерский гарнизон пребывал в Галиче не только в периоды нахождения там королевича, но и союзников венгров (например, княгини Романовой в 1205, Владислава Кормиличича в 1213, Михаила Всеволодовича в 1237). 
Походы в обратном направлении (русских князей за Карпаты) практически не производились за редкими исключениями: в 1241 году в источниках отмечено участие русских в монгольском нашествии на Венгрию в качестве подневольных союзников, а в 1282 году Лев Данилович вместе с монголами преодолел Карпаты, но вынужден был вернуться на восток для отражения нападения поляков.

## Походы конца XI—начала XII веков
Во время войны за западные волости после Любечского съезда венгры поддерживали Святополка киевского, стремящегося присоединить Перемышль, Теребовль и Волынь к своим владениям, против Давыда Игоревича и Ростиславичей. Святополк был разбит на Рожном поле, а венгры — на Вагре.
После прихода к власти в Киеве Владимира Мономаха он также включил Волынь в свои владения. Ярослав Святополчич бежал в Польшу и Венгрию, но совместные действия оказались неудачными. Ярослав погиб при осаде Владимира-Волынского в 1123 году.

## Походы конца XII—середины XIII веков
После смерти Ярослава Осмомысла галицкого (1187) галицкий престол по завещанию занял Олег Ярославич. Венгерский король Бела III воспользовался претензиями законного наследника на Галич Владимира Ярославича, чтобы посадить в нём своего сына Андраша. Однако, поддержка императора Священной Римской империи Фридриха Барбароссы и Всеволода Большое Гнездо позволила вернуться в Галич Владимиру Ярославичу.
В период войны за объединение Галицко-Волынского княжества (1205—1245) венгры предприняли десять походов на Галич.
- Первый поход был направлен на восстановление прав законных наследников, Даниила и Василька Романовичей, и закончился приведением их к власти (1211).
- Второй поход в 1212 году был направлен против галицких бояр, изгнавших мать Даниила.
- Третий поход в 1213 году на Галич был проведён после того, как бояре призвали на княжение Мстислава пересопницкого. Однако, поход оказался неудачным из-за мятежа венгерской знати.
- Четвёртый поход (1214) был предпринят вместе с поляками и закончился вокняжением в Галиче венгерского королевича Коломана (Волынь была отдана Романовичам в качестве компенсации).
- Пятый поход был предпринят после распада польско-венгерского союза и захвата Галича Мстиславом Удатным (1215 или 1219). Галич был захвачен венграми (1219).
- Шестой поход (1220/21) был предпринят для противодействия попыткам Мстислава при поддержке Даниила и половцев вернуть Галич, но окончился его потерей. В 1221 году был заключён мир, скреплённый женитьбой королевича Андрея на дочери Мстислава.
- В 1227 году Андраш II провёл седьмой поход, взял Теребовль, но был разбит Мстиславом под Звенигородом.
- Восьмой неудачный поход в 1230 году был предпринят против Даниила, изгнавшего из Галича королевича Андрея, который получил княжество по завещанию Мстислава Удатного.
- Девятый поход провёл Андраш II в 1232 году. Он взял Ярославль и безуспешно осаждал Владимир-Волынский.
- В 1245 году венгры поддержали претензии на Галич Ростислава Михайловича, женившегося на дочери Белы IV Анне. Поход закончился провалом и гибелью воеводы Фильния (см.Ярославское сражение).